# Tori Welles
Tori Welles (* 17. června 1967 San Fernando Valley, Kalifornie) je bývalá americká pornoherečka hispánského původu. Získala ocenění AVN New Starlet v roce 1990.

## Biografie
Od roku 1988 do roku 1999 herecky účinkovala v cca 92 filmech a jakožto režisérka režírovala několik snímků na začátku 90. let. Byla vdaná za Paula Normana v průběhu let 1990 a 1994 a mají spolu dvě děti.

## Ocenění
Získala
- 1990 AVN Award za Best New Starlet[1]
- 1991 Fans of X-Rated Entertainment (Female Fan Favorite)[1]
- AVN Hall of Fame[2]
- Legends of Erotica[3]
- XRCO Hall of Fame[4]

## Částečná filmografie
- Breast to Breast (2002)
- Tori Welles Does New York (1999)
- Shaved and Dangerous (1992)
- Maneaters (1991)
- Torrid Without a Cause 2 (1990)
- Tori Welles Is The Outlaw (1989)
- Butts Motel 2 (1989)
- Offering (1988)
- Night Trips (1989)